# Metro Pace
Metro Pace är ett passgångslopp för 2-åriga varmblodiga passgångshästar som körs varje år i september på Mohawk Racetrack i Campbellville i Kanada. Loppet har körts sedan 1988, och är ett av de större loppen inom Nordamerikansk passgångssport, med en samlad prissumma på $750 000 (2019). Det största loppet är North America Cup som körs på samma bana.

## Rekord
Kusk med flest segrar
4 – John Campbell (1990, 1996, 1999, 2000)
Tränare med flest segrar
3 – Tony Alagna (2012, 2014, 2020)
Snabbaste segertid
1:49.1 – Tall Dark Stranger (2019)

## Segrare
| År   | Häst               | Kusk            | Tränare              | Tid    |
| ---- | ------------------ | --------------- | -------------------- | ------ |
| 2021 | Monte Miki         | Scott Zeron     | Mark Evers           | 1:52.2 |
| 2020 | Exploit            | Doug Mcnair     | Tony Alagna          | 1:50.4 |
| 2019 | Tall Dark Stranger | Yannick Gingras | Nancy Johansson      | 1:49.1 |
| 2018 | Stag Party         | David Miller    | Casie Coleman        | 1:50.4 |
| 2017 | Lost In Time       | Scott Zeron     | Jim Mulinix          | 1:50.1 |
| 2016 | Beyond Delight     | Sylvain Filion  | Tony O’Sullivan      | 1:51.3 |
| 2015 | Control The Moment | Randy Waples    | Brad Maxwell         | 1:49.4 |
| 2014 | Artspeak           | Scott Zeron     | Tony Alagna          | 1:50.2 |
| 2013 | Boomboom Ballykeel | Sylvain Filion  | Richard Moreau       | 1:50.4 |
| 2012 | Captaintreacherous | Tim Tetrick     | Tony Alagna          | 1:49.2 |
| 2011 | Simply Business    | Ron Pierce      | Jimmy Takter         | 1:50.1 |
| 2010 | Mystician          | Jody Jamieson   | Jeffrey Gillis       | 1:53.4 |
| 2009 | Sportswriter       | Mark MacDonald  | Casie Coleman        | 1:49.2 |
| 2008 | Major In Art       | Brian Sears     | Justin Lebo          | 1:51.2 |
| 2007 | Somebeachsomewhere | Paul MacDonell  | Jean Louis Arsenault | 1:49.3 |
| 2006 | Yankee Skyscraper  | Jody Jamieson   | Chris Ryder          | 1:54.3 |
| 2005 | Jeremes Jet        | Paul MacDonell  | Thomas Harmer        | 1:50.4 |
| 2004 | Rocknroll Hanover  | Brian Sears     | Brett Pelling        | 1:49.4 |
| 2003 | Camelot Hall       | George Brennan  | Darren McCall        | 1:51.4 |
| 2002 | Sir Luck           | Mike Saftic     | Bill Budd            | 1:51.3 |
| 2001 | Mach Three         | Michel Lachance | Shawn Robinson       | 1:51.4 |
| 2000 | Pro Bono Best      | John Campbell   | Des Tackoor          | 1:51.0 |
| 1999 | The Firepan        | John Campbell   | Nat Varty            | 1:51.2 |
| 1998 | Grinfromeartoear   | Luc Ouellette   | Duane Marfisi        | 1:52.3 |
| 1997 | Rustler Hanover    | Paul MacDonell  | William Wellwood     | 1:52.3 |
| 1996 | Gothic Dream       | John Campbell   | Jack Darling         | 1:51.3 |
| 1995 | A Stud Named Sue   | George Brennan  | Liz Quesnel          | 1:53.3 |
| 1994 | Rover Hanover      | Joe Hudon       | Joe Hudon            | 1:54.3 |
| 1993 | Historic           | Doug Brown      | Stew Firlotte        | 1:53.1 |
| 1992 | Presidential Ball  | Jack Moiseyev   | William Robinson     | 1:54.3 |
| 1991 | Shipps Saint       | Tim Twaddle     | John Burns           | 1:54.3 |
| 1990 | Artsplace          | John Campbell   | Gene Riegle          | 1:53.4 |
| 1989 | Road Machine       | Trevor Ritchie  | Blair Burgess        | 1:56.1 |
| 1988 | Totally Ruthless   | Bill O’Donnell  | Steve Elliott        | 1:55.3 |